# Claudia Kuretsidis-Haider
Claudia Kuretsidis-Haider (* 25. September 1965 in Wien) ist eine österreichische Historikerin, Publizistin und Hochschullehrerin.

## Leben
1984 studierte Kuretsidis-Haider nach ihrer Matura Lehramt für Geschichte und Sozialkunde sowie Geographie und Wirtschaftskunde an der Universität Wien. Im Juni 1990 Sponsion am Institut für Zeitgeschichte der Universität Wien mit der Diplomarbeit zum Thema: „Die Mitteleuropa- und Balkanpolitik Österreichs in den dreißiger Jahren“.
Von 1991 bis 1993 war sie Professorin für Geschichte und Geographie im Bundesgymnasium Wien 2, Zirkusgasse 48 und ist seit 2018 ständige Wissenschaftliche Mitarbeiterin beim Dokumentationsarchiv des österreichischen Widerstandes (DÖW) auf Projektbasis. 1995 verfasste sie zusammen mit Herbert Exenberger das Buch Gedenken und Mahnen in Wien 1934–1945.
Im Dezember 1998 gründete sie zusammen mit Winfried R. Garscha die „Zentrale österreichische Forschungsstelle Nachkriegsjustiz“ (FstN) mit Sitz im DÖW. Forschungsschwerpunkte sind die Ahndung von NS-Verbrechen in Österreich und im internationalen Kontext, der Umgang mit der NS-Zeit in Österreich, Erinnerungskultur und Gedächtnislandschaften sowie Forschungen zum Holocaust und zum Widerstand gegen das NS-Regime. Die Forschungsstelle führte auch mehrere große Projekte durch, wie beispielsweise die IT-gestützte Erfassung der Kartei des Wiener Volksgerichts sowie sämtlicher Linzer Volksgerichtsakten.
Von 1999 bis 2006 war sie Herausgeberin der Zeitschrift Justiz und Erinnerung.
Im Juni 2003 promovierte Kuretsidis-Haider am Institut für Zeitgeschichte der Universität Wien mit der Dissertation Verbrechen an ungarisch-jüdischen Zwangsarbeitern vor Gericht. Die Engerau-Prozesse vor dem Hintergrund der justiziellen „Vergangenheitsbewältigung“ in Österreich 1945 – 1955.
Seit 2000 organisiert sie eine jährliche Gedenkfahrt für ungarisch-jüdische Zwangsarbeiter nach Engerau/Bratislava-Petržalka.

## Auszeichnungen
- 2004 Theodor-Körner-Preis für Wissenschaft, Kunst und Kultur
- 2004 Herbert-Steiner-Förderpreis
- 2018 Rosa-Jochmann-Plakette vom Bund Sozialistischer Freiheitskämpfer[6]

## Schriften (Auswahl)

### Monografien
- "Das Volk sitzt zu Gericht" : die österreichische Justiz und NS-Verbrechen am Beispiel der Engerau-Prozesse 1945 - 1954. Studienverlag, Innsbruck 2006, ISBN 978-3-7065-4126-8.
- Mit dem Tode bestraft : historische und rechtspolitische Aspekte zur Todesstrafe in Österreich im 20. Jahrhundert und der Kampf um ihre weltweite Abschaffung. CLIO, Graz 2008, ISBN 978-3-902542-16-8.

### Herausgeberin
- Gerechtigkeit nach Diktatur und Krieg : transitional Justice 1945 bis heute ; Strafverfahren und ihre Quellen. CLIO, Graz 2010, ISBN 978-3-902542-17-5.
- mit Heinz Arnberger (Hrsg.): Gedenken und Mahnen in Niederösterreich : Erinnerungszeichen zu Widerstand, Verfolgung, Exil und Befreiung. 2. Auflage. Mandelbaum, Wien 2011, ISBN 978-3-85476-367-3.
- mit Winfried R. Garscha, Siegfried Sanwald, Andrzej Selerowicz (Hrsg.): Das KZ Lublin-Majdanek und die Justiz : Strafverfolgung und verweigerte Gerechtigkeit: Polen, Deutschland und Österreich im Vergleich. CLIO, Graz 2011, ISBN 978-3-902542-26-7.
- mit Manfred Mugrauer (Hrsg.): Geschichtsschreibung als herrschaftskritische Aufgabe : Beiträge zur ArbeiterInnenbewegung, Justizgeschichte und österreichischen Geschichte im 20. Jahrhundert ; Festschrift für Hans Hautmann zum 70. Geburtstag. Studienverlag, Innsbruck, Wien, Bozen 2013, ISBN 978-3-7065-5271-4.
- mit Rudolf Leo: "dachaureif" : der Österreichertransport aus Wien in das KZ Dachau am 1. April 1938 : biografische Skizzen der Opfer. Dokumentationsarchiv des Österreichischen Widerstandes, Wien 2019, ISBN 978-3-901142-75-8.
- mit Winfried Garscha u.a.: Nisko 1939 : die Schicksale der Juden aus Wien. Hrsg.: Christine Schindler. Dokumentationsarchiv des Österreichischen Widerstandes, Wien 2020, ISBN 978-3-901142-77-2.